# أجيريا نوتالية
أجيريا نوتالية (الاسم العلمي:Egeria nuttallii) هي نوع غير مؤكد من النباتات يتبع جنس الأجيريا من الفصيلة الحب المائية.